# Challenge Cup 2002
Der Challenge Cup 2002 (aus Sponsoringgründen auch als Kellogg’s Nutri-Grain Challenge Cup bezeichnet) war die 101. Ausgabe des jährlichen Rugby-League-Turniers Challenge Cup. Im Finale gewannen die Wigan Warriors 21:12 gegen den St Helens RLFC und gewannen damit das Turnier zum 17. Mal.

## Erste Runde
Die Spiele der ersten Runde fanden zwischen dem 1. und dem 8. Dezember 2001 statt.
| 1. Dezember | Castleford Panthers | 11 : 22 | Normanton Knights |  |
| 1. Dezember |                     |         |                   |  |

| 1. Dezember | Charleston Knights | 24 : 28 | Wigan St Judes |  |
| 1. Dezember |                    |         |                |  |

| 1. Dezember | Cork Bulls | 18 : 33 | Dewsbury Celtic |  |
| 1. Dezember |            |         |                 |  |

| 1. Dezember | Crosfields | Verschoben | Oulton Raiders |  |
| 1. Dezember |            |            |                |  |

| 1. Dezember | East Leeds | 10 : 22 | Thornhill Trojans |  |
| 1. Dezember |            |         |                   |  |

| 1. Dezember | Eccles | 20 : 10 | Waterhead |  |
| 1. Dezember |        |         |           |  |

| 1. Dezember | Elland | 8 : 6 | Shaw Cross Sharks |  |
| 1. Dezember |        |       |                   |  |

| 1. Dezember | Hull Dockers | 15 : 25 | Wath Brow Hornets |  |
| 1. Dezember |              |         |                   |  |

| 1. Dezember | Hunslet Warriors | 24 : 10 | Sheffield Hillsborough Hawks |  |
| 1. Dezember |                  |         |                              |  |

| 1. Dezember | Ideal Isberg | 8 : 19 | Heworth |  |
| 1. Dezember |              |        |         |  |

| 1. Dezember | Keighley Albion | 10 : 44 | Eastmoor Dragons |  |
| 1. Dezember |                 |         |                  |  |

| 1. Dezember | Leeds Metropolitan University | 14 : 32 | Ellenborough Rangers |  |
| 1. Dezember |                               |         |                      |  |

| 1. Dezember | Milford Marlins | 20 : 4 | Walney Central |  |
| 1. Dezember |                 |        |                |  |

| 1. Dezember | Millom | 12 : 8 | Ovenden |  |
| 1. Dezember |        |        |         |  |

| 1. Dezember | Oldham St Annes | Verschoben | Cottingley Tigers |  |
| 1. Dezember |                 |            |                   |  |

| 1. Dezember | Redhill | 28 : 13 | Bradford Dudley Hill |  |
| 1. Dezember |         |         |                      |  |

| 1. Dezember | Saddleworth Rangers | 6 : 15 | British Army |  |
| 1. Dezember |                     |        |              |  |

| 1. Dezember | Siddal | 10 : 11 | Halton Simms Cross |  |
| 1. Dezember |        |         |                    |  |

| 1. Dezember | Skirlaugh Bulls | 44 : 10 | Rochdale Mayfield |  |
| 1. Dezember |                 |         |                   |  |

| 1. Dezember | Thatto Heath Crusaders | 10 : 6 | Ince Rose Bridge |  |
| 1. Dezember |                        |        |                  |  |

| 1. Dezember | Westgate Redoubt | 10 : 30 | Castleford Lock Lane |  |
| 1. Dezember |                  |         |                      |  |

| 1. Dezember | West Bowling | 20 : 18 | Newcastle University |  |
| 1. Dezember |              |         |                      |  |

| 1. Dezember | West Hull | 28 : 8 | Leigh Miners Rangers |  |
| 1. Dezember |           |        |                      |  |

| 1. Dezember | Wigan St Patricks | Verschoben | Askham |  |
| 1. Dezember |                   |            |        |  |

| 1. Dezember | Woolston Rovers | Verschoben | Sharlston Rovers |  |
| 1. Dezember |                 |            |                  |  |

| 1. Dezember | York Acorn | 34 : 32 | Dewsbury Moor |  |
| 1. Dezember |            |         |               |  |

| 2. Dezember | Edinburgh Eagles | 10 : 68 | Leigh East |  |
| 2. Dezember |                  |         |            |  |

| 2. Dezember | RLC Lionhearts | 10 : 16 | Featherstone Lions |  |
| 2. Dezember |                |         |                    |  |

| 2. Dezember | Royal Navy | 12 : 24 | Farnworth |  |
| 2. Dezember |            |         |           |  |

| 5. Dezember | Royal Air Force | 40 : 13 | University of Wales |  |
| 5. Dezember |                 |         |                     |  |

| 8. Dezember | Crosfields | 10 : 15 | Oulton Raiders |  |
| 8. Dezember |            |         |                |  |

| 8. Dezember | Oldham St Annes | 44 : 12 | Cottingley Tigers |  |
| 8. Dezember |                 |         |                   |  |

| 8. Dezember | Wigan St Patricks | 58 : 22 | Askham |  |
| 8. Dezember |                   |         |        |  |

| 8. Dezember | Woolston Rovers | 28 : 15 | Sharlston Rovers |  |
| 8. Dezember |                 |         |                  |  |

## Zweite Runde
Die Spiele der zweiten Runde fanden am 15. und 16. Dezember 2001 statt.
| 15. Dezember | Castleford Lock Lane | 18 : 2 | Eccles |  |
| 15. Dezember |                      |        |        |  |

| 15. Dezember | Dewsbury Celtic | 11 : 10 | Featherstone Lions |  |
| 15. Dezember |                 |         |                    |  |

| 15. Dezember | Eastmoor Dragons | 8 : 17 | Farnworth |  |
| 15. Dezember |                  |        |           |  |

| 15. Dezember | Halton Simms Cross | 34 : 10 | British Army |  |
| 15. Dezember |                    |         |              |  |

| 15. Dezember | Milford Marlins | w.o. | Millom |  |
| 15. Dezember |                 |      |        |  |

| 15. Dezember | Normanton Knights | 6 : 16 | Ellenborough |  |
| 15. Dezember |                   |        |              |  |

| 15. Dezember | Oldham St Annes | 10 : 20 | Woolston Rovers |  |
| 15. Dezember |                 |         |                 |  |

| 15. Dezember | Oulton Raiders | 20 : 14 | Hunslet Warriors |  |
| 15. Dezember |                |         |                  |  |

| 15. Dezember | Redhill | 38 : 16 | Thornhill Trojans |  |
| 15. Dezember |         |         |                   |  |

| 15. Dezember | Skirlaugh Bulls | 20 : 8 | Elland |  |
| 15. Dezember |                 |        |        |  |

| 15. Dezember | West Bowling | 12 : 26 | Wigan St Patricks |  |
| 15. Dezember |              |         |                   |  |

| 15. Dezember | West Hull | 36 : 4 | Thatto Heath Crusaders |  |
| 15. Dezember |           |        |                        |  |

| 15. Dezember | Wigan St Judes | 12 : 37 | Wath Brow Hornets |  |
| 15. Dezember |                |         |                   |  |

| 15. Dezember | York Acorn | 14 : 16 | Heworth |  |
| 15. Dezember |            |         |         |  |

| 16. Dezember | Leigh East | 48 : 10 | Royal Air Force |  |
| 16. Dezember |            |         |                 |  |

## Dritte Runde
Die Spiele der dritten Runde fanden zwischen dem 26. und dem 30. Januar 2002 statt.
| 26. Januar | Ellenborough | Verschoben | Hull Kingston Rovers | Derwent Park, Workington |
| 26. Januar |              |            |                      | Derwent Park, Workington |

| 26. Januar | Sheffield Eagles | 34 : 12 | Leigh East | Don Valley Stadium, Sheffield Zuschauer: 539 Schiedsrichter: Peter Taberner |
| 26. Januar |                  |         |            | Don Valley Stadium, Sheffield Zuschauer: 539 Schiedsrichter: Peter Taberner |

| 27. Januar | Batley Bulldogs | 34 : 4 | Heworth | Mount Pleasant, Batley Zuschauer: 468 Schiedsrichter: Ben Thaler |
| 27. Januar |                 |        |         | Mount Pleasant, Batley Zuschauer: 468 Schiedsrichter: Ben Thaler |

| 27. Januar | Barrow Raiders | 28 : 5 | Oulton Raiders | Craven Park, Barrow Zuschauer: 711 Schiedsrichter: Paul Lee |
| 27. Januar |                |        |                | Craven Park, Barrow Zuschauer: 711 Schiedsrichter: Paul Lee |

| 27. Januar | Castleford Lock Lane | 14 : 26 | Doncaster Dragons | Wheldon Road, Castleford Zuschauer: 950 Schiedsrichter: Ron Laughton |
| 27. Januar |                      |         |                   | Wheldon Road, Castleford Zuschauer: 950 Schiedsrichter: Ron Laughton |

| 27. Januar | Chorley Lynx | 10 : 2 | Redhill | Victory Park, Chorley Zuschauer: 269 Schiedsrichter: Steve Addy |
| 27. Januar |              |        |         | Victory Park, Chorley Zuschauer: 269 Schiedsrichter: Steve Addy |

| 27. Januar | Gateshead Thunder | 7 : 23 | Featherstone Rovers | Gateshead International Stadium, Gateshead Zuschauer: 483 Schiedsrichter: Stuart Cummings |
| 27. Januar |                   |        |                     | Gateshead International Stadium, Gateshead Zuschauer: 483 Schiedsrichter: Stuart Cummings |

| 27. Januar | Halton Simms Cross | 12 : 36 | Leigh Centurions | Halton Stadium, Widnes Zuschauer: 1.301 Schiedsrichter: Steve Nicholson |
| 27. Januar |                    |         |                  | Halton Stadium, Widnes Zuschauer: 1.301 Schiedsrichter: Steve Nicholson |

| 27. Januar | Huddersfield Giants | 44 : 4 | Wath Brow Hornets | Alfred McAlpine Stadium, Huddersfield Zuschauer: 1.479 Schiedsrichter: Robert Connolly |
| 27. Januar |                     |        |                   | Alfred McAlpine Stadium, Huddersfield Zuschauer: 1.479 Schiedsrichter: Robert Connolly |

| 27. Januar | Keighley Cougars | 0 : 24 | St Gaudens Bears | Cougar Park, Keighley Zuschauer: 1.101 Schiedsrichter: Russell Smith |
| 27. Januar |                  |        |                  | Cougar Park, Keighley Zuschauer: 1.101 Schiedsrichter: Russell Smith |

| 27. Januar | Milford Marlins | 0 : 42 | York Wasps | Headingley Carnegie Stadium, Leeds Zuschauer: 960 Schiedsrichter: Nick Oddy |
| 27. Januar |                 |        |            | Headingley Carnegie Stadium, Leeds Zuschauer: 960 Schiedsrichter: Nick Oddy |

| 27. Januar | Oldham Roughyeds | 38 : 4 | West Hull | Hurst Cross, Ashton-under-Lyne Zuschauer: 1.131 Schiedsrichter: Richard Silverwood |
| 27. Januar |                  |        |           | Hurst Cross, Ashton-under-Lyne Zuschauer: 1.131 Schiedsrichter: Richard Silverwood |

| 27. Januar | Rochdale Hornets | 44 : 28 | Farnworth | Spotland Stadium, Rochdale Zuschauer: 626 Schiedsrichter: Karl Kirkpatrick |
| 27. Januar |                  |         |           | Spotland Stadium, Rochdale Zuschauer: 626 Schiedsrichter: Karl Kirkpatrick |

| 27. Januar | Swinton Lions | Verschoben | Skirlaugh Bulls | Gigg Lane, Bury |
| 27. Januar |               |            |                 | Gigg Lane, Bury |

| 27. Januar | Whitehaven Warriors | 50 : 0 | Dewsbury Celtic | Recreation Ground, Whitehaven Zuschauer: 757 Schiedsrichter: Stuart Lee |
| 27. Januar |                     |        |                 | Recreation Ground, Whitehaven Zuschauer: 757 Schiedsrichter: Stuart Lee |

| 27. Januar | Wigan St Patricks | 4 : 28 | Dewsbury Rams | Edge Hall Road, Wigan Zuschauer: 701 Schiedsrichter: Steve Ganson |
| 27. Januar |                   |        |               | Edge Hall Road, Wigan Zuschauer: 701 Schiedsrichter: Steve Ganson |

| 27. Januar | Woolston Rovers | 13 : 18 | Hunslet Hawks | Wilderspool Stadium, Warrington Zuschauer: 678 Schiedsrichter: Julian King |
| 27. Januar |                 |         |               | Wilderspool Stadium, Warrington Zuschauer: 678 Schiedsrichter: Julian King |

| 27. Januar | Workington Town | 38 : 12 | Toulouse Spacers | Derwent Park, Workington Zuschauer: 954 Schiedsrichter: Ian Smith |
| 27. Januar |                 |         |                  | Derwent Park, Workington Zuschauer: 954 Schiedsrichter: Ian Smith |

| 30. Januar | Ellenborough | 6 : 38 | Hull Kingston Rovers | Derwent Park, Workington Zuschauer: 596 Schiedsrichter: Colin Morris |
| 30. Januar |              |        |                      | Derwent Park, Workington Zuschauer: 596 Schiedsrichter: Colin Morris |

| 30. Januar | Swinton Lions | 32 : 24 n. V. | Skirlaugh Bulls | Gigg Lane, Bury Zuschauer: 206 Schiedsrichter: Nick Oddy |
| 30. Januar |               |               |                 | Gigg Lane, Bury Zuschauer: 206 Schiedsrichter: Nick Oddy |

## Vierte Runde
Die Spiele der vierten Runde fanden am 9. und 10. Februar statt.
| 9. Februar | Bradford Bulls | 4 : 17 | Leeds Rhinos | Valley Parade, Bradford Zuschauer: 11.781 Schiedsrichter: Russell Smith |
| 9. Februar | (4:8) Bericht  |        |              | Valley Parade, Bradford Zuschauer: 11.781 Schiedsrichter: Russell Smith |

| 9. Februar | Wigan Warriors | 34 : 10 | Hull FC | JJB Stadium, Wigan Zuschauer: 7.415 Schiedsrichter: Stuart Cummings |
| 9. Februar | (12:0) Bericht |         |         | JJB Stadium, Wigan Zuschauer: 7.415 Schiedsrichter: Stuart Cummings |

| 10. Februar | Barrow Raiders | 0 : 10 | Warrington Wolves | Craven Park, Barrow Zuschauer: 2.714 Schiedsrichter: Robert Connolly |
| 10. Februar | (0:0) Bericht  |        |                   | Craven Park, Barrow Zuschauer: 2.714 Schiedsrichter: Robert Connolly |

| 10. Februar | Batley Bulldogs | 6 : 26 | London Broncos | Mount Pleasant, Batley Zuschauer: 769 Schiedsrichter: Ronnie Laughton |
| 10. Februar | (4:10) Bericht  |        |                | Mount Pleasant, Batley Zuschauer: 769 Schiedsrichter: Ronnie Laughton |

| 10. Februar | Castleford Tigers | 19 : 6 | Salford City Reds | Wheldon Road, Castleford Zuschauer: 5.394 Schiedsrichter: Steve Ganson |
| 10. Februar | (12:6) Bericht    |        |                   | Wheldon Road, Castleford Zuschauer: 5.394 Schiedsrichter: Steve Ganson |

| 10. Februar | Doncaster Dragons | 30 : 10 | Huddersfield Giants | Belle Vue, Wakefield Zuschauer: 1.867 Schiedsrichter: Ian Smith |
| 10. Februar | (12:10) Bericht   |         |                     | Belle Vue, Wakefield Zuschauer: 1.867 Schiedsrichter: Ian Smith |

| 10. Februar | Featherstone Rovers | 24 : 31 | Hull Kingston Rovers | Post Office Road, Featherstone Zuschauer: 2.011 Schiedsrichter: Colin Morris |
| 10. Februar | (18:18) Bericht     |         |                      | Post Office Road, Featherstone Zuschauer: 2.011 Schiedsrichter: Colin Morris |

| 10. Februar | Hunslet Hawks  | 2 : 24 | Workington Town | John Charles Centre for Sport, Leeds Zuschauer: 491 Schiedsrichter: Ben Thaler |
| 10. Februar | (2:10) Bericht |        |                 | John Charles Centre for Sport, Leeds Zuschauer: 491 Schiedsrichter: Ben Thaler |

| 10. Februar | Lancashire Lynx | 6 : 20 | Union Treiziste Catalane | Victory Park, Chorley Zuschauer: 374 Schiedsrichter: Mike Dawber |
| 10. Februar | (2:10) Bericht  |        |                          | Victory Park, Chorley Zuschauer: 374 Schiedsrichter: Mike Dawber |

| 10. Februar | Oldham Roughyeds | 6 : 40 | St Helens | Bower Fold, Stalybridge Zuschauer: 4.089 Schiedsrichter: Steve Nicholson |
| 10. Februar | (6:16) Bericht   |        |           | Bower Fold, Stalybridge Zuschauer: 4.089 Schiedsrichter: Steve Nicholson |

| 10. Februar | Rochdale Hornets | 20 : 24 | Leigh Centurions | Spotland Stadium, Rochdale Zuschauer: 2.710 Schiedsrichter: Richard Silverwood |
| 10. Februar | (14:14) Bericht  |         |                  | Spotland Stadium, Rochdale Zuschauer: 2.710 Schiedsrichter: Richard Silverwood |

| 10. Februar | St Gaudens Bears | 26 : 48 | Halifax Blue Sox | Stade Jules Ribet, Saint-Gaudens Zuschauer: 3.200 Schiedsrichter: Karl Kirkpatrick |
| 10. Februar | (10:26) Bericht  |         |                  | Stade Jules Ribet, Saint-Gaudens Zuschauer: 3.200 Schiedsrichter: Karl Kirkpatrick |

| 10. Februar | Sheffield Eagles | 6 : 26 | Wakefield Trinity Wildcats | Don Valley Stadium, Sheffield Zuschauer: 1.972 Schiedsrichter: Peter Taberner |
| 10. Februar | (0:18) Bericht   |        |                            | Don Valley Stadium, Sheffield Zuschauer: 1.972 Schiedsrichter: Peter Taberner |

| 10. Februar | Swinton Lions  | 0 : 54 | Widnes Vikings | Gigg Lane, Bury Zuschauer: 1.638 Schiedsrichter: Julian King |
| 10. Februar | (0:18) Bericht |        |                | Gigg Lane, Bury Zuschauer: 1.638 Schiedsrichter: Julian King |

| 10. Februar | Whitehaven Warriors | 16 : 8 | Dewsbury Rams | Recreation Ground, Whitehaven Zuschauer: 938 Schiedsrichter: Paul Lee |
| 10. Februar | (10:8) Bericht      |        |               | Recreation Ground, Whitehaven Zuschauer: 938 Schiedsrichter: Paul Lee |

| 10. Februar | York Wasps     | 8 : 17 | Villeneuve Leopards | Ryedale Stadium, York Zuschauer: 442 Schiedsrichter: Nick Oddy |
| 10. Februar | (2:10) Bericht |        |                     | Ryedale Stadium, York Zuschauer: 442 Schiedsrichter: Nick Oddy |

## Fünfte Runde
Die Spiele der fünften Runde fanden zwischen dem 22. und 24. Februar statt.
| 22. Februar | Leeds Rhinos   | 44 : 4 | Hull Kingston Rovers | Headingley Carnegie Stadium, Leeds Zuschauer: 11.198 Schiedsrichter: Richard Silverwood |
| 22. Februar | (16:4) Bericht |        |                      | Headingley Carnegie Stadium, Leeds Zuschauer: 11.198 Schiedsrichter: Richard Silverwood |

| 23. Februar | Union Treiziste Catalane | 6 : 72 | Wigan Warriors | Stade Aimé Giral, Perpignan Zuschauer: 8.500 Schiedsrichter: Ian Smith |
| 23. Februar | (0:26) Bericht           |        |                | Stade Aimé Giral, Perpignan Zuschauer: 8.500 Schiedsrichter: Ian Smith |

| 23. Februar | Warrington Wolves | 14 : 36 | St Helens | Wilderspool Stadium, Warrington Zuschauer: 7.401 Schiedsrichter: Russell Smith |
| 23. Februar | (8:16) Bericht    |         |           | Wilderspool Stadium, Warrington Zuschauer: 7.401 Schiedsrichter: Russell Smith |

| 24. Februar | Doncaster Dragons | 24 : 16 | Villeneuve Leopards | Belle Vue, Wakefield Zuschauer: 1.441 Schiedsrichter: Steve Nicholson |
| 24. Februar | (20:6) Bericht    |         |                     | Belle Vue, Wakefield Zuschauer: 1.441 Schiedsrichter: Steve Nicholson |

| 24. Februar | Leigh Centurions | 26 : 23 | Whitehaven Warriors | Hilton Park, Leigh Zuschauer: 3.110 Schiedsrichter: Karl Kirkpatrick |
| 24. Februar | (14:10) Bericht  |         |                     | Hilton Park, Leigh Zuschauer: 3.110 Schiedsrichter: Karl Kirkpatrick |

| 24. Februar | London Broncos | 6 : 19 | Castleford Tigers | Griffin Park, London Zuschauer: 2.436 Schiedsrichter: Stuart Cummings |
| 24. Februar | (6:0) Bericht  |        |                   | Griffin Park, London Zuschauer: 2.436 Schiedsrichter: Stuart Cummings |

| 24. Februar | Widnes Vikings | 4 : 12 | Wakefield Trinity Wildcats | Lowerhouse Lane, Widnes Zuschauer: 3.510 Schiedsrichter: Steve Ganson |
| 24. Februar | (0:6) Bericht  |        |                            | Lowerhouse Lane, Widnes Zuschauer: 3.510 Schiedsrichter: Steve Ganson |

| 24. Februar | Workington Town | 12 : 32 | Halifax Blue Sox | Derwent Park, Workington Zuschauer: 2.109 Schiedsrichter: Robert Connolly |
| 24. Februar | (6:12) Bericht  |         |                  | Derwent Park, Workington Zuschauer: 2.109 Schiedsrichter: Robert Connolly |

## Viertelfinale
| 16. Mai | Leeds Rhinos   | 46 : 10 | Wakefield Trinity Wildcats | Headingley Carnegie Stadium, Leeds Zuschauer: 8.963 Schiedsrichter: Karl Kirkpatrick |
| 16. Mai | (10:6) Bericht |         |                            | Headingley Carnegie Stadium, Leeds Zuschauer: 8.963 Schiedsrichter: Karl Kirkpatrick |

| 17. März | Castleford Tigers | 32 : 14 | Doncaster Dragons | Wheldon Road, Castleford Zuschauer: 6.061 Schiedsrichter: Richard Silverwood |
| 17. März | (22:6) Bericht    |         |                   | Wheldon Road, Castleford Zuschauer: 6.061 Schiedsrichter: Richard Silverwood |

| 17. Mai | Halifax Blue Sox | 20 : 26 | St Helens | The Shay, Halifax Zuschauer: 5.159 Schiedsrichter: Russell Smith |
| 17. Mai | (12:22) Bericht  |         |           | The Shay, Halifax Zuschauer: 5.159 Schiedsrichter: Russell Smith |

| 17. März | Leigh Centurions | 16 : 30 | Wigan Warriors | Hilton Park, Leigh Zuschauer: 9.760 Schiedsrichter: Stuart Cummings |
| 17. März | (10:10) Bericht  |         |                | Hilton Park, Leigh Zuschauer: 9.760 Schiedsrichter: Stuart Cummings |

## Halbfinale
| 13. April | Wigan Warriors  | 20 : 10 | Castleford Tigers | Headingley Carnegie Stadium, Leeds Zuschauer: 10.380 Schiedsrichter: Stuart Cummings |
| 13. April | (14:10) Bericht |         |                   | Headingley Carnegie Stadium, Leeds Zuschauer: 10.380 Schiedsrichter: Stuart Cummings |

| 14. April | Leeds Rhinos   | 16 : 42 | St Helens | JJB Stadium, Wigan Zuschauer: 17.475 Schiedsrichter: Russell Smith |
| 14. April | (6:26) Bericht |         |           | JJB Stadium, Wigan Zuschauer: 17.475 Schiedsrichter: Russell Smith |

## Finale
| 27. April | Wigan Warriors                                                                                          | 21 : 12        | St Helens                             | Murrayfield Stadium, Edinburgh Zuschauer: 62.140 Schiedsrichter: Stuart Cummings |
| 27. April | Versuche: Connolly, Dallas, Lam Erhöhungen: Farrell (3/3) Straftritte: Farrell (1/1) Dropgoals: Lam (1) | (8:12) Bericht | Versuche: Albert, Gleeson, Sculthorpe | Murrayfield Stadium, Edinburgh Zuschauer: 62.140 Schiedsrichter: Stuart Cummings |

| 1                  | Kris Radlinski  |
| 2                  | Brett Dallas    |
| 3                  | Gary Connolly   |
| 4                  | Jamie Ainscough |
| 5                  | Paul Johnson    |
| 6                  | Julian O’Neill  |
| 7                  | Adrian Lam      |
| 8                  | Terry O’Connor  |
| 9                  | Terry Newton    |
| 10                 | Craig Smith     |
| 11                 | Mick Cassidy    |
| 12                 | David Furner    |
| 13                 | Andrew Farrell  |
| Auswechselspieler: |                 |
| 14                 | Brian Carney    |
| 15                 | David Hodgson   |
| 16                 | Mark Smith      |
| 17                 | Rick Bibey      |

| 1                  | Paul Wellens      |
| 2                  | Darren Albert     |
| 3                  | Martin Gleeson    |
| 4                  | Paul Newlove      |
| 5                  | Anthony Stewart   |
| 6                  | Tommy Martyn      |
| 7                  | Sean Long         |
| 8                  | Darren Britt      |
| 9                  | Keiron Cunningham |
| 10                 | Peter Shiels      |
| 11                 | Chris Joynt       |
| 12                 | Tim Jonkers       |
| 13                 | Paul Sculthorpe   |
| Auswechselspieler: |                   |
| 14                 | Sean Hoppe        |
| 15                 | John Stankevitch  |
| 16                 | Mickey Higham     |
| 17                 | Barry Ward        |